# جاسبر تشان
جاسبر تشان (7 نوفمبر 1988 بسنغافورة - ) هو لاعب كرة قدم سنغافوري في مركز حراسة المرمى. لعب مع يانج لايونز.

## وصلات خارجية
- جاسبر تشان على موقع قاعدة بيانات كرة القدم.إي يو (الإنجليزية)
- جاسبر تشان على موقع Soccerway.com (الإنجليزية)